# Rittergut Wiesenfeld

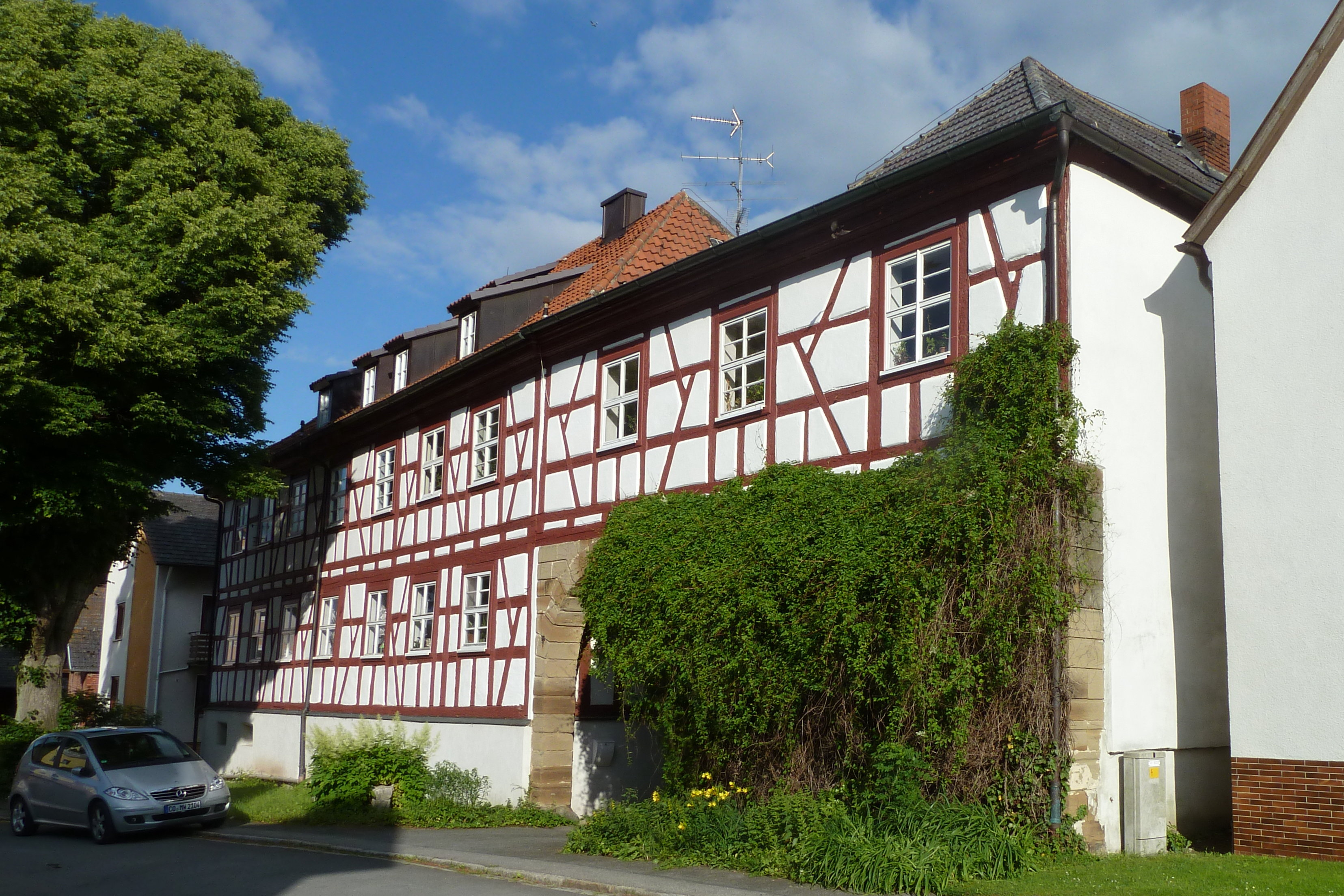
Ehemaliges Rittergut Wiesenfeld

Das ehemalige Rittergut Wiesenfeld liegt im Dorf Wiesenfeld bei Coburg, einem Ortsteil von Meeder im Landkreis Coburg des Regierungsbezirks Oberfranken in Bayern. Das Rittergut stammt aus dem 13. Jahrhundert, und besteht trotz einiger Besitzerwechsel kaum verändert.

## Geografische Lage
Acht Kilometer nordwestlich von Coburg breitet sich zwischen den Langen Bergen im Norden und dem Callenberger Forst im Süden eine weite, fruchtbare Ebene aus, die ursprünglich sumpfiges Land war. In der geografischen Mitte der Ebene befindet sich der Ort Meeder. zwei Kilometer südlich von Meeder liegt sein Ortsteil Wiesenfeld an der Staatsstraße 2205 von Coburg nach Bad Rodach. Das ehemalige Rittergut befindet sich in der Mitte des Ortes in der Lindenstraße.

## Geschichte
Der Ort Wiesenfeld wurde 1231 zum ersten Mal urkundlich erwähnt. Das Rittergut wird als Kernzelle des Ortes zu dieser Zeit bereits bestanden haben. Ausdrückliche Erwähnung erfuhr das Gut 1688, als Herzog Albrecht von Sachsen-Coburg es dem Freiherrn von Born übereignete, seines Zeichens als Geheimer Rat bereits Besitzer vom benachbarten Schloss Moggenbrunn.
Nach Borns Tod im Jahr 1694 verkaufte es sein Erbe an Johann Christian Gärtner aus Gestungshausen. Schon drei Jahre später ging es in den Besitz des Coburgischen und Hessischen Geheimen Rats Johann Caspar Scheres über, der sich nach seinem Geburtsort Zieritz Scheres-Zieritz nannte. Scheres-Zieritz, Kanzler von Herzog Albrecht, bewohnte das Rittergut bis zu seinem Tod 1704.
Scheres stiftete seinen Wiesenfelder Wohnsitz zur Altersversorgung armer Männer. Die Scheres-Zieritz-Stiftung wird seit 1921 von der Coburger Landesstiftung betreut. Scheres umfangreiche Bibliothek vermachte der Wohltäter der fürstlichen Regierung in Coburg.

## Anlage
Das Gutshaus ist ein schlichter, rechteckiger Fachwerkbau auf steinernem Keller mit zwei acht auf drei achsigen Obergeschossen und einem ausladenden Walmdach. Einziger Schmuck ist ein großes rundbogiges Tor mit dem Wappen des Johann Caspar Scheres. An der östlichen Schmalseite befindet sich ein rechteckiger, turmartiger Vorbau mit flachem, profiliertem Dreiecksgiebel. Vor dem Gebäude steht eine ausladende, etwa 300 Jahre alte Linde. Im Treppenhaus befindet sich ein Barockepitaph von Scheres-Zieritz.